# Dugovječ
Dugovječ (cyr. Дуговјеч) – wieś w Bośni i Hercegowinie, w Republice Serbskiej, w gminie Rudo. W 2013 roku liczyła 23 mieszkańców.